# Réseaux Associés pour la Recherche Européenne
Réseaux Associés pour la Recherche Européenne, RARE – organizacja utworzona przez kilka europejskich organizacji sieciowych w celu promocji otwartych norm sieciowych, szczególnie protokołów OSI. W 1995 EARN połączył się z RARE, tworząc organizację TERENA.